# やけに弁の立つ弁護士が学校でほえる
『やけに弁の立つ弁護士が学校でほえる』（やけにべんのたつべんごしががっこうでほえる）は、NHK総合の土曜ドラマ枠（20:15 - 20:43）で2018年4月21日から5月26日まで放送された、日本のテレビドラマ。主演は神木隆之介。
スクールロイヤーと呼ばれる学校弁護士が、いじめ、体罰、モンスターペアレント、教師のブラック労働といった教育現場の様々な問題に立ち向かう学園ヒューマンドラマ。

## キャスト

### 主要人物
田口章太郎（たぐち しょうたろう）
演 - 神木隆之介
スクールロイヤー（学校弁護士）として青葉第一中学に派遣されてきた新人弁護士。
自分が中学生だった頃に同級生にいじめられたり、教師に部活動への入部を強制されて不登校だったことから、学校を嫌っている。
おかしいことをおかしいままにしておけない、まっすぐな性格。
弁護士だが、まだ法廷に立ったことがなく、早く法廷に立って「異議あり!」と言ってみたいと思っている。
三浦雄二（みうら ゆうじ）
演 - 田辺誠一
青葉第一中学の教師で教務主任。
教師生活25年目のベテランで、生徒や保護者からの信頼も厚い。
「学校には学校のルールがある」と主張し、田口と激しく対立する。
妻の燈子（とうこ〔演 - 不明〕）と娘（演 - 不明）がいる。現在、燈子と離婚するかしないかの状態で別居しており、それを見抜かれた田口から離婚調停も承ると言われたときには、否定していた。
望月詩織（もちづき しおり）
演 - 岸井ゆきの
青葉第一中学の新人教師。真帆の担任教師。
昔から憧れていて教師になった。
教育の現場に立ち、真紀子から体罰を訴えられ、現実とのギャップに悩み、ひそかに辞職届を用意し、教師を辞める覚悟を持ってまで、最後まで真帆と向き合おうとした。
田口の仲裁によって真紀子と和解し、物語終盤では、真帆とも信頼関係を見せていた。
宇野浩平（うの こうへい）
演 - 佐藤隆太（ - 第3話）
青葉第一中学の理科教師で非常勤。吹奏楽部の副顧問。
脱サラをして教師を志した。
老人ホームに入る母の入所引っ越しを1週間以内にできなかったら別の人に回すと言われ、吹奏楽部の副顧問と産休に入った川添の代役で務めることになったバドミントン部の顧問を兼任しながら悩んでいた。倉守に有給休暇をとらせてほしいと頼んだが「突然すぎる」と言われて認めてもらえず、田口の説得で有給休暇をとることができた。しかしその晩に徹夜で入所引っ越しを済ませ、次の日には学校に来ていた。
前の晩の入所引っ越しによる疲労のせいなのか、部活中に部員に素振りをさせながら居眠りしてしまい、早川が磯村にケガをさせてしまった。その責任を負う形で青葉第一中学校を去った。
駒井朋子（こまい ともこ）
演 - 濱田マリ
青葉第一中学のベテラン英語教師。
関西出身らしく、たまに関西弁が出る。
田口と同じくらいの年齢の息子がいる。
曽根崎啓介（そねざき けいすけ）
演 - 菅原大吉
青葉第一中学のベテラン教師。
部活動の顧問のような面倒な仕事は避けたがるため、残業時間は青葉第一中学校の教師の中では比較的短い。
倉守賢三（くらもり けんぞう）
演 - 小堺一機
青葉第一中学の校長。
事なかれ主義でトラブルを回避する手段として、スクールロイヤー制度を推進する。
高城英子（たかしろ えいこ）
演 - 南果歩
高城法律事務所の所長。
部下の田口を青葉第一中学に派遣する。
古橋義男（ふるはし よしお）
演 - 山内健司
青葉第一中学校の教頭。
津田太（つだ ふとし）
演 - 吉田亮
小嶋の担任教師。生活指導担当。
女性教師
演 - 村井美和
三年の副担任。
川添（かわぞえ）
演 - （本人は未登場）
女性教師。バドミントン部の顧問。
産休に入ったため、宇野が代役を務めている。

### 青葉第一中学校生徒
第1話
水島真帆（みずしま まほ）
演 - 池田朱那（第5話・最終話）
モンスターペアレントの娘。担任に体罰を受けたと主張する。
のちに山下美希が自殺未遂した件では「（水島が）携帯を見て泣いていた」と証言する。
田代亜希（たしろ あき）
演 - 石山綾香
あまり目立つタイプではない真帆のクラスメイト。
真帆は給食中に亜希の弁当を望月の頭にぶちまけた。これに対して望月は「田代さに謝りなさい。弁当を作った田代さんのお母さんにも謝りなさい」と言って怒ったが、真帆は謝らずに望月を挑発した。
藤本（ふじもと）
演 - 白石優愛
真帆の友人。
真帆と共に望月に泥水を浴びせ、笑いながら逃げた。
第2話・第3話
早川拓海（はやかわ たくみ）
演 - 池田優斗
バドミントン部員。部活中にふざけながら素振りをしていたため、千尋にけがを負わせた。
磯村千尋（いそむら ちひろ）
演 - 河西結心
バドミントン部員。拓海にけがをさせられた。
第4話
小嶋尚人（こじま なおと）
演 - 山下真人（最終話）
地毛が茶色のため校則違反となることが原因で不登校になり、引きこもっている。
町田祥子（まちだ しょうこ）
演 - 其原有沙
スカートの丈が長すぎることを訴えた。
山下未希（やました みき）
演 - 森七菜（第5話・最終話）
クラスメイトからのいじめのターゲットになり、自殺未遂事件を起こす。囲碁将棋部所属。物静かだが、心優しく、清掃活動にも真面目に取り組んでいた。田口との話し合いにより、学校と加害者生徒を訴える決意をする。
鈴木真由（すずき まゆ）
演 - 荒川ひなた（第5話）
おとなしめの生徒。武井に次のいじめのターゲットにされた。
柴田麻衣（しばた まい）
演 - 岐津舞
生徒会長。
生徒に向けて、校則に不満なことがあったら田口や教師に相談するようにと校内放送で呼び掛けた。
浅井樹里（あさい じゅり）
演 - 伊藤星
曽根崎と津田に町田と共にスカートの丈が膝下までないといけないのは厳しすぎると訴えた。
他にもヘアゴムの色指定、髪飾りの禁止、前髪は眉毛まで、後ろ髪は束ねなければならないのは厳しすぎると訴え、「確かにヘアゴムの色指定はないかなぁ」と曽根崎を唸らせた。
沖原佳乃（おきはら よしの）
演 - 黒嵜菜々子
生まれつき天然パーマだが、校則に合わせるためにストレートパーマにしていることを不満に思っている。
諸橋茂樹（もろはし しげき）
演 - 萩原護
学校にスマホ持ち込み禁止なのを変えてほしいと訴えたが、学校にどうしてもスマホを持ってこなければならない理由があるのかと問われて黙りこんでしまい、田口に却下されてしまった。
第5話
武井理沙（たけい りさ）
演 - 倉島颯良
山下未希をいじめていた中心人物。田口らの前では反省しているそぶりを見せるが、すぐに次のターゲットを決める。
沢村（さわむら）
演 - 細田佳央太
山下に告白されたが断った。

### ゲスト
第1話
水島真紀子（みずしま まきこ）
演 - 堀内敬子
真帆の母親。

第2話
長沼正夫（ながぬま まさお）
演 - 渡辺哲
吹奏楽部の練習を騒音被害で訴えようとした。
女性弁護士
演 - 楊原京子
近所の老人
演 - 藏内秀樹、住吉晃典

第3話
宇野由佳（うの ゆか）
演 - 笠井里美
宇野の妻。
五十嵐啓吾（いがらし けいご）
演 - 安井順平
千尋の弁護士。
小柴三郎（こしば さぶろう）
演 - 井上順（最終話）
小柴法律事務所の所長。

第4話
小嶋綾子（こじま あやこ）
演 - 吉本菜穂子
小嶋の母親。
女性警察官
演 - 呉城久美

第5話
山下久恵（やました ひさえ）
演 - 須藤理彩
山下の母親。
山下隆（やました たかし）
演 - 山田百次
山下の父親。
武井由美子（たけい ゆみこ）
演 - 松永玲子
武井の母親。

最終話
女性
演 - 弘中麻紀
教師
演 - 平子悟
生徒の保護者
演 - 岩瀬亮、徳秀樹、小川智弘、大竹えり、中村真知子

## スタッフ
- 作 - 浜田秀哉
- 音楽 - 川村竜
- 演出 - 柳川強、佐々木善春、渡辺哲也
- プロデューサー - 山本晃久
- 制作統括 - 松川博敬

## 放送日程
| 放送回                                           | 放送日  | テーマ                               | 演出       | 視聴率 |
| ------------------------------------------------ | ------- | ------------------------------------ | ---------- | ------ |
| 第1回                                            | 4月21日 | モンスターペアレント・教師の体罰     | 柳川強     | 6.2％  |
| 第2回                                            | 4月28日 | 学校へのクレーム・教師のブラック労働 | 柳川強     | 5.0％  |
| 第3回                                            | 5月05日 | 部活中の事故・利益相反               | 佐々木善春 | 5.3%   |
| 第4回                                            | 5月12日 | ブラック校則                         | 渡辺哲也   | 4.8％  |
| 第5回                                            | 5月19日 | いじめ・前編                         | 渡辺哲也   | 4.7%   |
| 最終回                                           | 5月26日 | いじめ・後編                         | 佐々木善春 | 5.4％  |
| 平均視聴率:5.2％（ビデオリサーチ調べ・関東地区） |         |                                      |            |        |

## 受賞
- ギャラクシー賞 2018年5月度月間賞[2]